# 弗雷德里克·斯科特
弗雷德里克·斯科特（英語：Frederick Scott，1933年11月29日—），英国男子曲棍球运动员。他曾代表英国参加1956年和1960年夏季奥林匹克运动会曲棍球比赛，两届比赛均获得第四名。